# Ljusgöl (Yxnerums socken, Östergötland)
Ljusgöl är en sjö i Åtvidabergs kommun i Östergötland och ingår i Vindåns huvudavrinningsområde.